# Мезйокйовешд (футбольний клуб)
ФК «Мезйокйовешд» (угор. Mezőkövesdi Sport Egyesület) — угорський футбольний клуб з міста Мезйокйовешда, заснований у 1975 році. Виступає в ОТП Банк Лізі. Домашні матчі проводить на стадіоні «Мезйокйовешд Вароші» місткістю 5000 глядачів.